# Бельковський острів
Белько́вський о́стрів (рос. Бельковский остров, якут. Бельковскай арыы, Бельков арыыта) — невеликий острів у морі Лаптєвих, є частиною островів Анжу в складі Новосибірських островів. Територіально належить до Республіки Саха, Росія. Протокою Зоря на сході відокремлюється від острова Котельного.
Площа острова становить 500 км². Довжина — 58 км, ширина 18 км. Висота до 127 м в центрі, зменшується до 42 м на півдні та 91 м на півночі. Береги на заході, півдні та південному сході — високі та скелясті, на сході — рівнинні та болотисті.
Острів має видовжену з півночі на південь форму зі звуженим північним краєм та розширеною частиною на схід в центрі. Крайні точки: північна — мис Північний (Моржовий), південна — мис Скелястий, східна — мис Плоский. Інші миси: Лагерний на південному сході, Конус та Куб на північному заході, Полундра та Перевальний на півночі.
Вкритий густою річковою мережею, найбільша річка — Знайома на північному сході. Поширені болота. На крайньому сході присутні декілька лиманних озер. На крайньому півдні та біля мису Лагерного утворились затоки-лагуни з мілинами та островами, які час від часу затоплюються.
Відкритий російським промисловцем М. С. Бельковим в 1808 році, названий на його честь.